# Maria Svensson
Maria Svensson, född 27 juni 1991 i Norrköping, är en svensk fotbollsspelare (back) som spelade i Linköpings FC 2008–2010. Svenssons moderklubb är Saltängens BK. Hon har spelat två F-17-landskamper men skadade sitt korsband strax innan EM-kvalet i april 2008. Hon spelar sedan höstsäsongen 2010 i IFK Norrköping.